# Gyrophaena obsoleta
Gyrophaena obsoleta är en skalbaggsart som beskrevs av Ludwig Ganglbauer 1895. Gyrophaena obsoleta ingår i släktet Gyrophaena, och familjen kortvingar. Arten är reproducerande i Sverige.